# Vol Lufthansa CityLine 5634
Le 6 janvier 1993, le De Havilland Canada Dash 8-300 effectuant le vol Lufthansa CityLine 5634, un vol international régulier reliant l'aéroport de Brême, en Allemagne, à l'aéroport de Paris-Charles de Gaulle, en France, s'écrase lors de son approche finale, à 1 800 m du seuil de la piste 28, tuant 4 des 23 passagers et membres d'équipage à bord de l'avion.

## Avion
L'appareil impliqué était un De Havilland Canada Dash 8-311 immatriculé D-BEAT (numéro de série 210), qui a été construit par de Havilland Canada en 1990. Ce bi-turbopropulseur, conçu pour des vols court-courriers, totalisait 5 973 heures de vol au moment de l'accident et était équipé de deux moteurs Pratt & Whitney Canada PW123.

## Accident
Le vol 5634 a décollé de l'aéroport de Brême, en Allemagne, à 17h55, avec 19 passagers et 4 membres d'équipage à bord. Lors de la descente vers Paris-Charles de Gaulle, les pistes 27 et 28 étaient en service. Le contrôleur d'approche a donné des instructions pour une approche sur la piste 27. La trajectoire ILS piste 27 est interceptée à 19h14, à 25 km du seuil de piste. Le contrôleur local/nord a alors autorisé le vol pour une approche piste 27.
Au même moment, un Boeing 747 de Korean Air a endommagé la nacelle d'un de ses moteurs lors de l'atterrissage, obligeant les contrôleurs aériens à fermer brièvement la piste pour inspection. Les pilotes ont été avisés de changer de cap vers la piste 28, qui était alors disponible. 
Le contrôleur a alors contacté le vol 5634 et lui a ordonné de virer à gauche pour intercepter la trajectoire ILS de la piste 28 et contacter le contrôleur local/sud. L'équipage contacte le contrôleur local/sud et se présente à 3 km de la piste. À ce moment-là, ils n'avaient pas encore vu la piste parce qu'ils volaient à travers les nuages et le brouillard épais.
Alors qu'il était en approche finale, l'appareil est entré dans un taux de descente élevé et s'est écrasé au sol, la queue en premier, à 1800m du seuil de piste. L'avion s'est brisé en 2 sections, mais il n'y a pas eu d'incendie. L'accident a tué 4 passagers et 19 autres ont été blessés dans l'accident.

## Enquête
L'enquête a démontré que l'équipage n'avait pas configuré correctement son avion, en oubliant de sortir les volets lors de la phase d'approche, ce qui a provoqué la descente de l'avion à une vitesse trop élevée pour éviter l'impact avec le sol.